# Lijst van personen overleden in februari 2012
Dit is een lijst van bekende personen die zijn overleden in februari 2012.

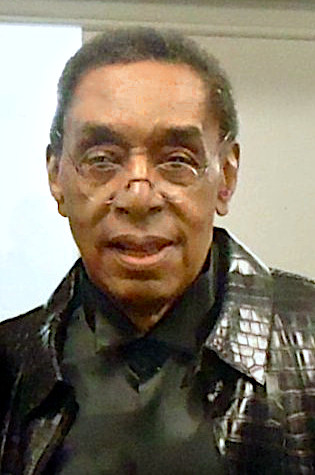
Don Cornelius
1 februari

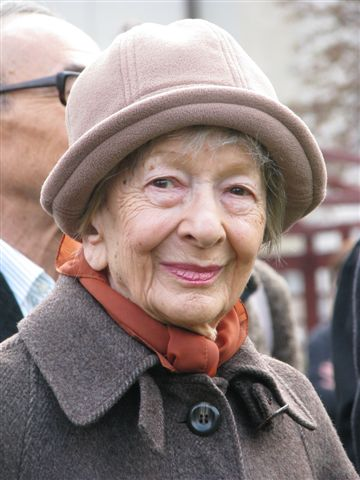
Wisława Szymborska
1 februari

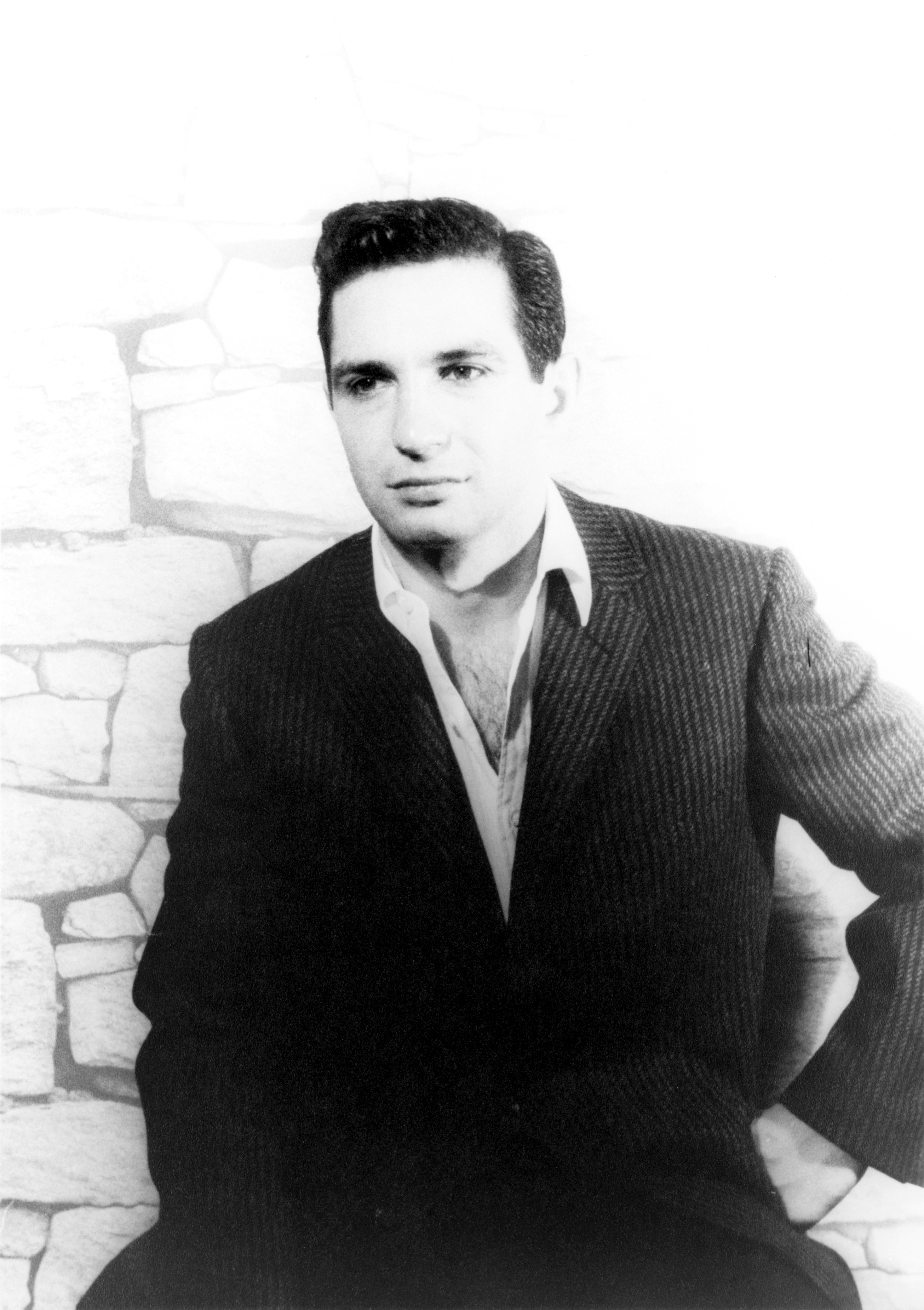
Ben Gazzara
3 februari

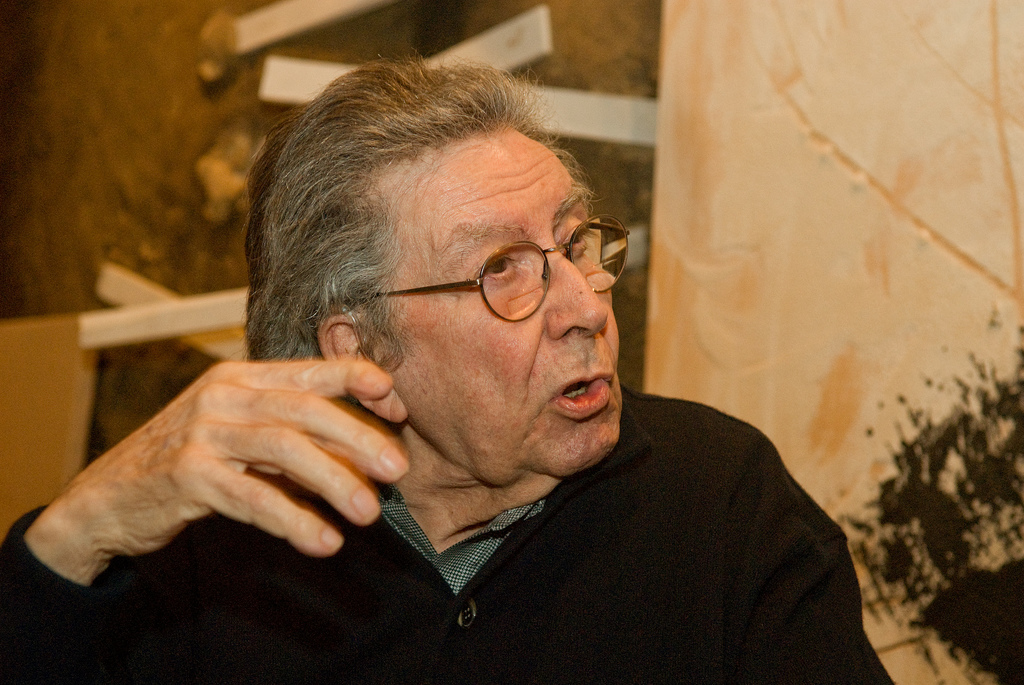
Antoni Tàpies
6 februari

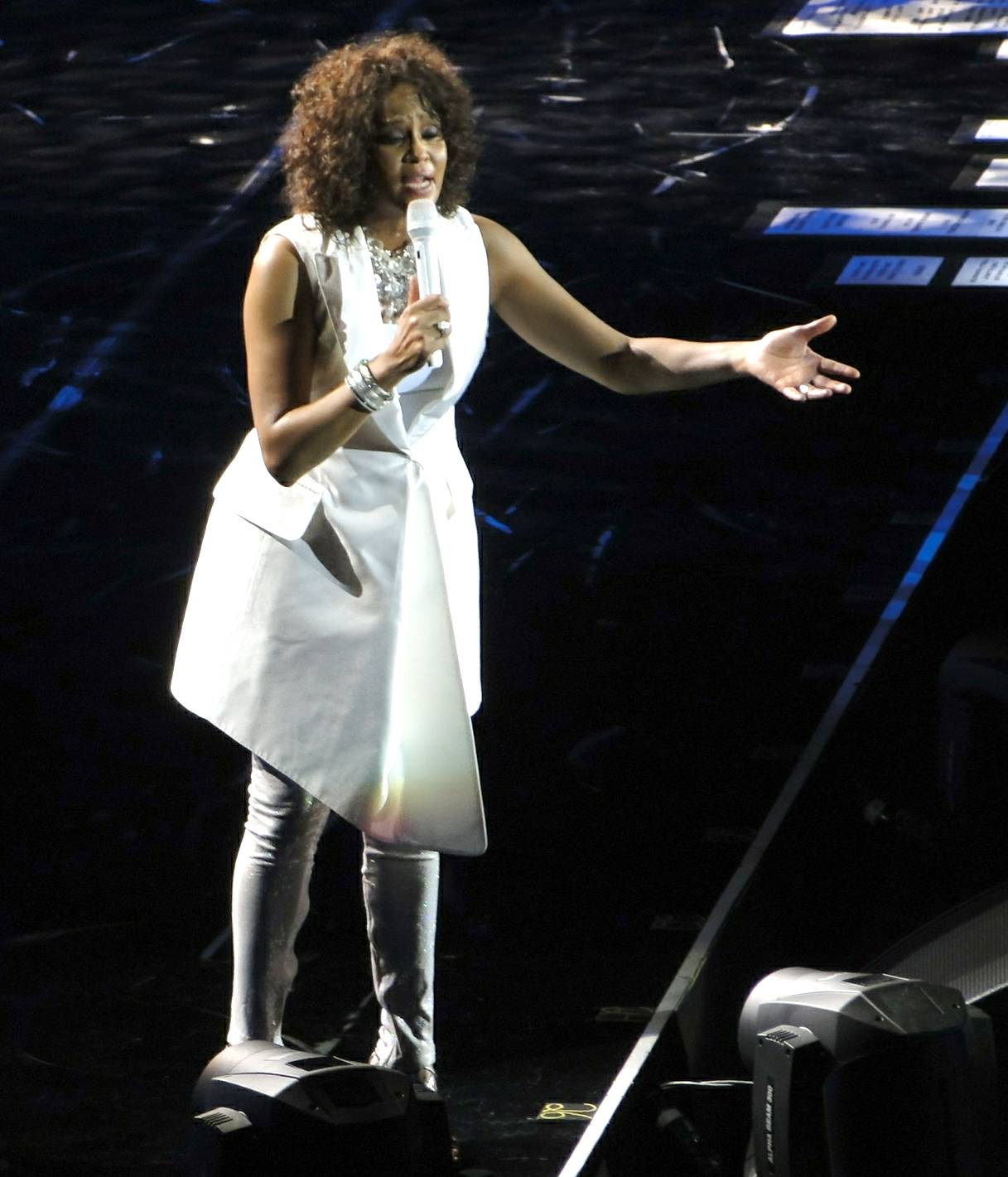
Whitney Houston
11 februari

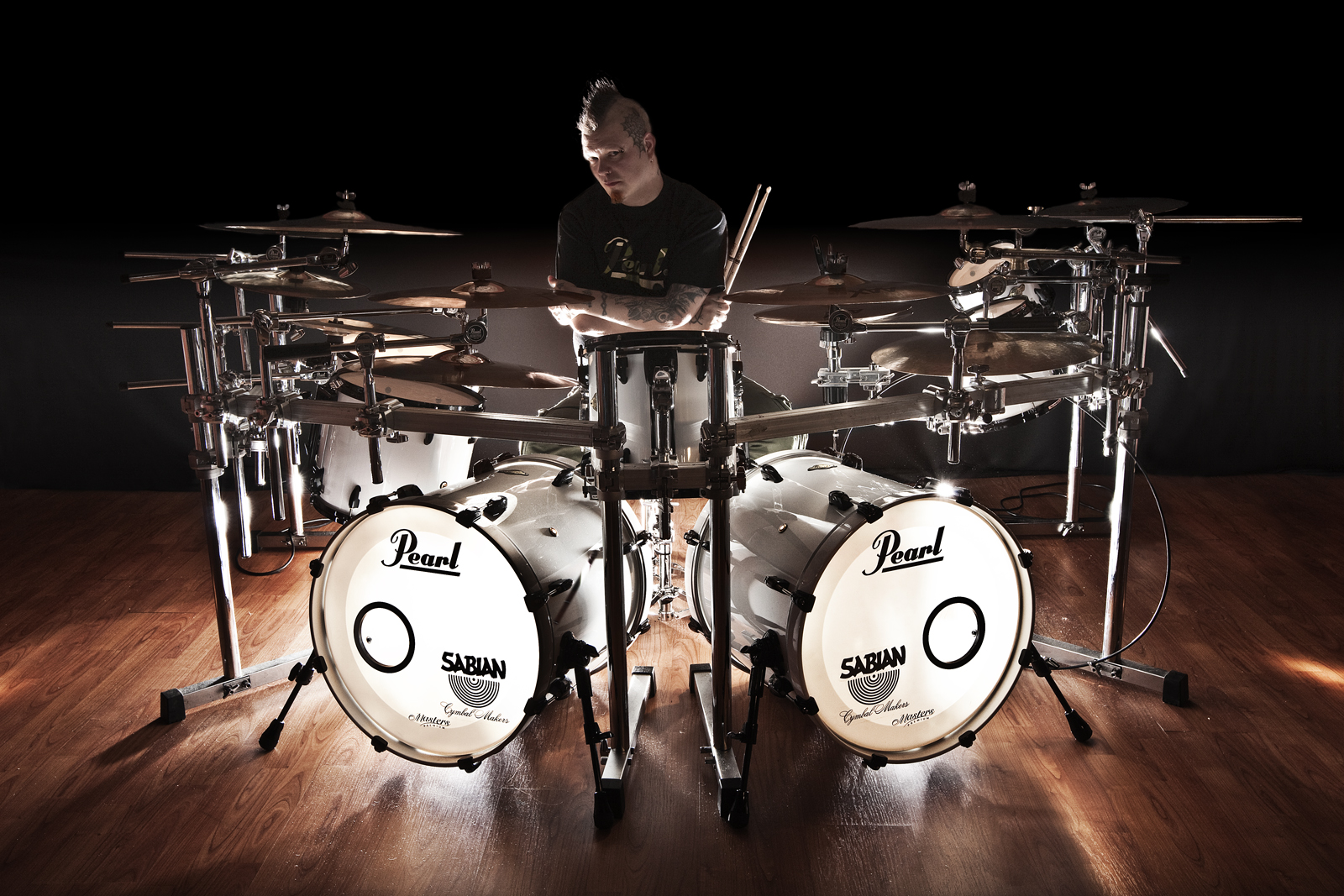
Tonmi Lillman
14 februari

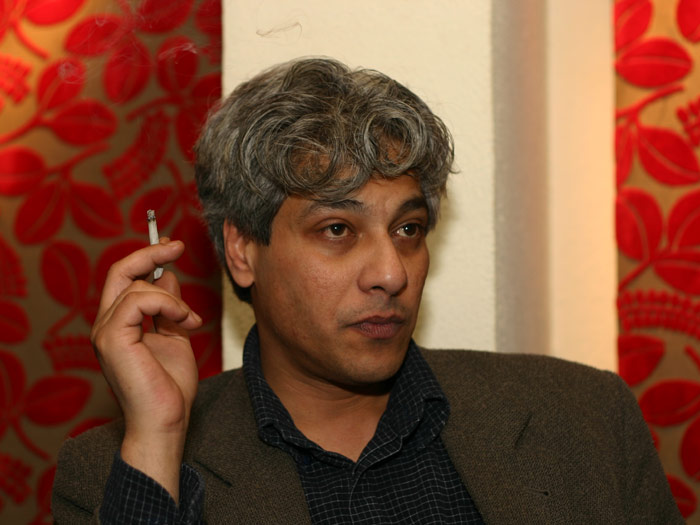
Anil Ramdas
16 februari

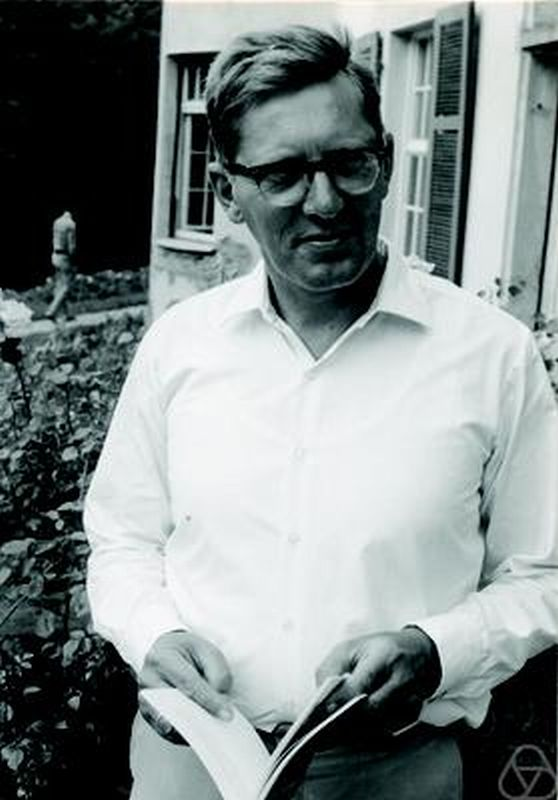
Nicolaas Govert de Bruijn
17 februari

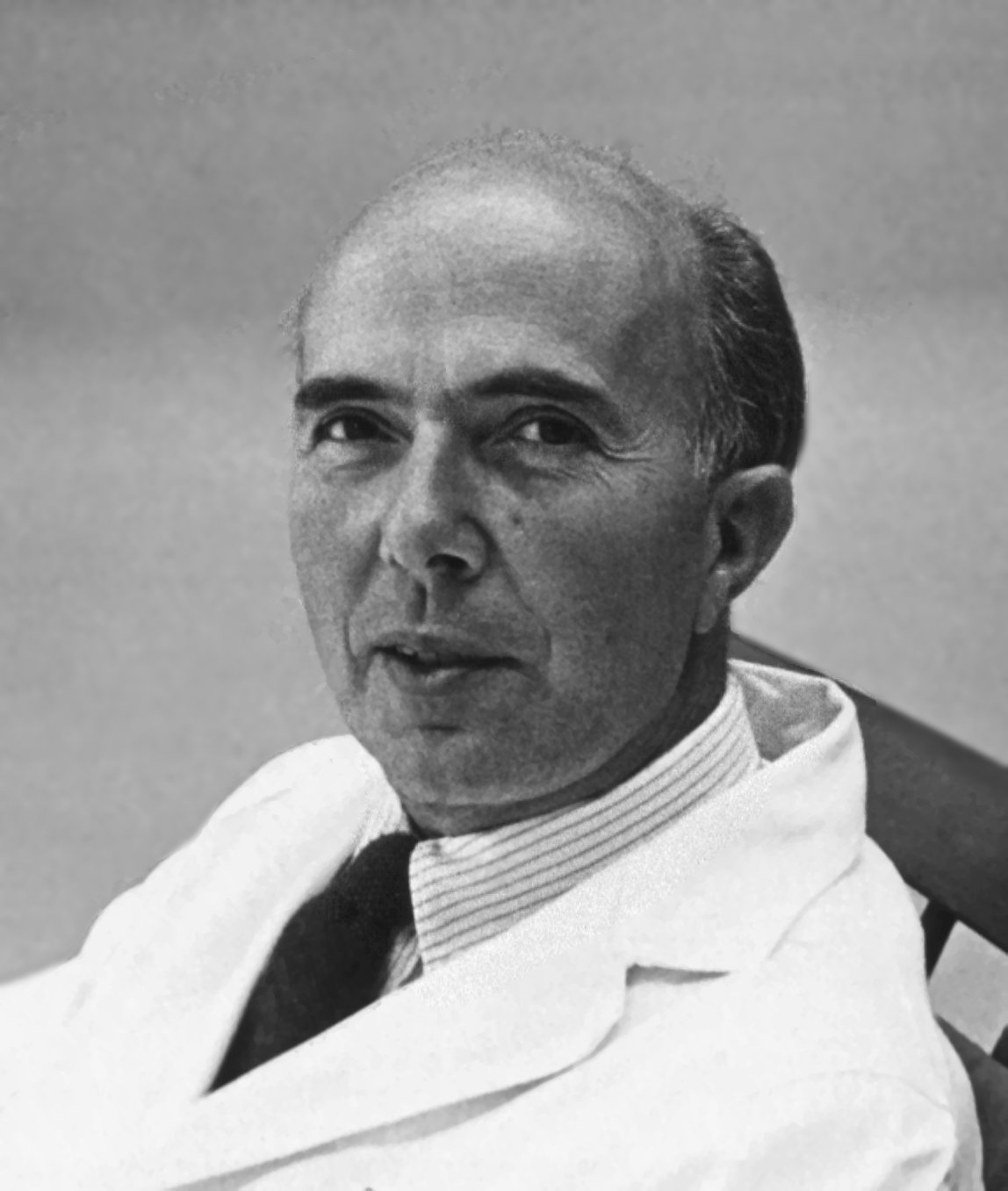
Renato Dulbecco
20 februari

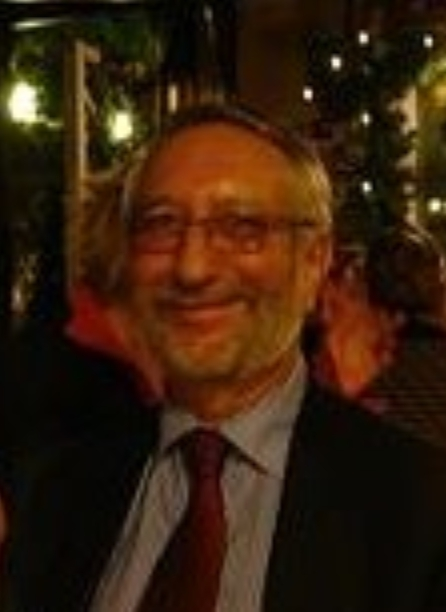
Piet Verkruijsse
20 februari

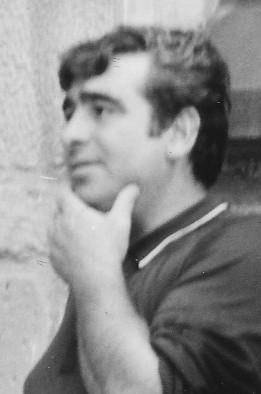
Maurice André
25 februari

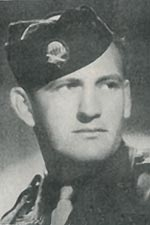
Lynn Compton
26 februari

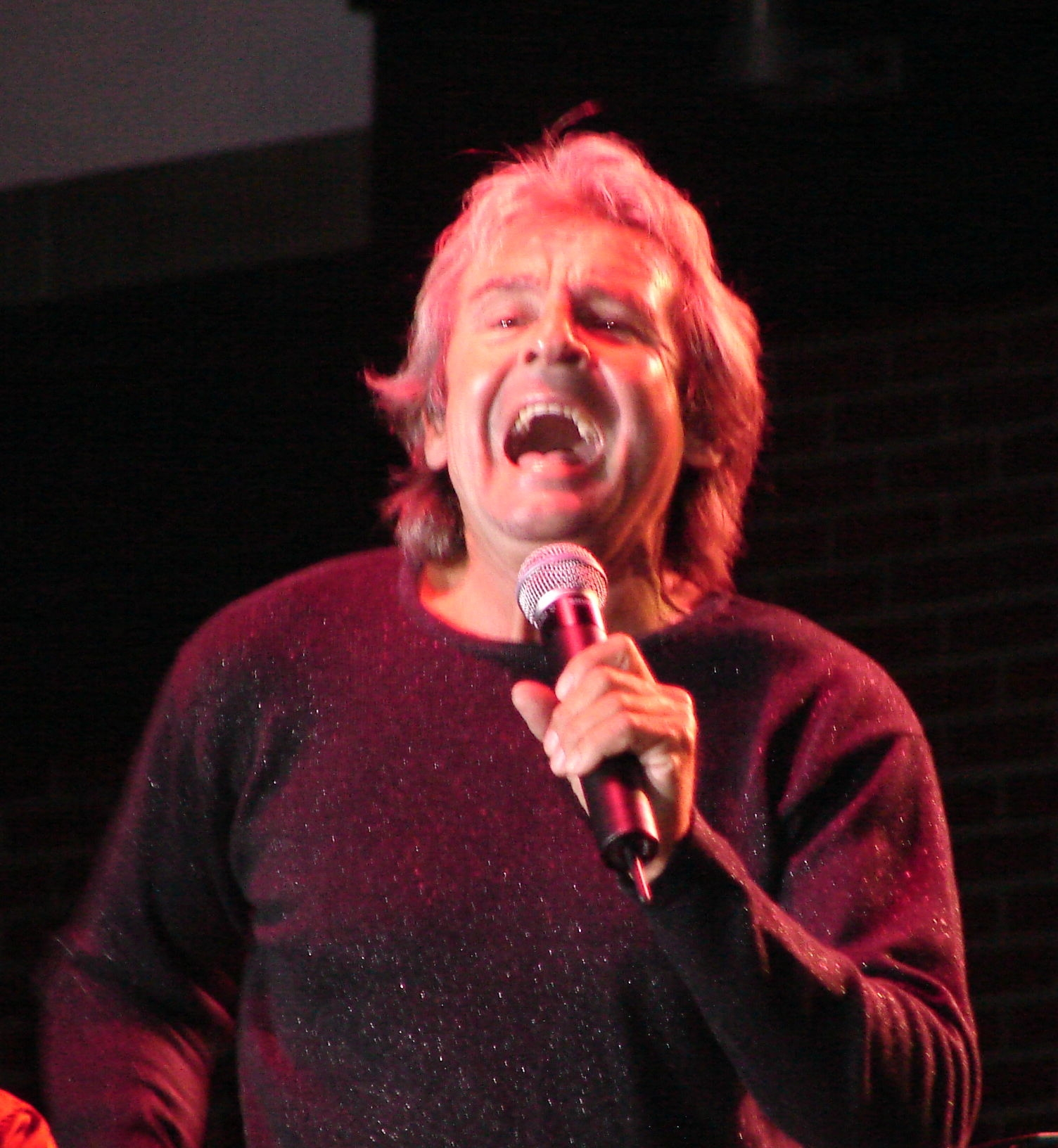
Davy Jones
29 februari

| 1 | 2 | 3 | 4 | 5 | 6 | 7 | 8 | 9 | 10 | 11 | 12 | 13 | 14 | 15 | 16 | 17 | 18 | 19 | 20 | 21 | 22 | 23 | 24 | 25 | 26 | 27 | 28 | 29 |
| - | - | - | - | - | - | - | - | - | -- | -- | -- | -- | -- | -- | -- | -- | -- | -- | -- | -- | -- | -- | -- | -- | -- | -- | -- | -- |

### 1 februari
- Gerlando Alberti (88), Italiaans maffiabaas[1]
- Don Cornelius (75), Amerikaans televisiepresentator en producent[2]
- Angelo Dundee (90), Amerikaans bokser en bokstrainer[3]
- Ruth Hausmeister (99), Duits actrice[4]
- Ton de Kruyf (74), Nederlands componist[5]
- David Peaston (54), Amerikaans r&b-gospelzanger[6]
- Fred Rundle (80), Zuid-Afrikaans politicus[7]
- Wisława Szymborska (88), Pools dichteres[8]

### 2 februari
- Joop Allema (83), Nederlands omroepster[9]
- Desiree Duwel (48), Nederlands scenarioschrijfster[10]
- Dorothy Gilman (88), Amerikaanse auteur van mystery- en spionageboeken[11]
- Roger Kerryn (86), Belgisch politicus[12]
- Nassib Lahoud (67), Libanees politicus[13]
- Bruno Thoelen, (46), Belgisch voetballer[14]

### 3 februari
- Steven Appleton (51), Amerikaans ondernemer[15]
- Nello Ferrara (93), Amerikaans ondernemer[16]
- Ben Gazzara (81), Amerikaans acteur[17]
- Zalman King (69), Amerikaans regisseur[18]
- Mart Port (90), Estisch architect[19]
- Hessel van der Wal (73), Nederlands cabaretier, liedjesschrijver en chansonnier[20]
- Samuel Youd (89), Brits sciencefictionschrijver[21]
- Norton Zinder (83), Amerikaans microbioloog[22]

### 4 februari
- István Csurka (77), Hongaarse journalist[23]
- Nigel Doughty (54), Brits voetbalbestuurder[24]
- Mike DeGruy (60), Amerikaans filmmaker[25]
- Florence Green (110), Brits militair, laatst overlevende veteraan Eerste Wereldoorlog[26]
- Andrew Wright (52), Australisch filmmaker[25]

### 5 februari
- Beth Dean Carell (93), Australisch ballerina[27]
- Sam Coppola (79), Amerikaans acteur[28]
- Bill Hinzman (75), Amerikaans acteur[29]
- Gaston Vets (63), Belgisch sportbestuurder[30]
- Jo Zwaan (89), Nederlands atleet[31]

### 6 februari
- Peter Breck (82), Amerikaans acteur[32]
- Noel Kelehan (76), Iers muzikant en dirigent[33]
- Peggy St. Leon (91), Australisch circusartiest[34]
- Antoni Tàpies (88), Spaans kunstenaar[35]
- Janice Voss (55), Amerikaans astronaut[36]
- Yasuhiro Ishimoto (90), Japans-Amerikaans fotograaf[37]

### 7 februari
- Sergio Larraín (81), Chileens fotograaf[38]

### 8 februari
- Adam Adamowicz, Amerikaans kunstenaar[39]
- John Fairfax (74), Amerikaans avonturier[40]
- Marie-Louise Haumont (93), Belgisch schrijfster[41]
- Jimmy Sabater (75), Amerikaans salsamuzikant[42]
- Luis Alberto Spinetta (62), Argentijns rockmuzikant[43]
- Wando (66), Braziliaans zanger en songwriter[44]

### 9 februari
- Walter Bühler (85), Duits voetballer[45]
- Barbara Marianowska (64), Pools politica[46]
- Oscar Núñez (83), Argentijns acteur[47]

### 10 februari
- Hein Meens (62), Nederlands operazanger en dirigent[48]
- Adolfo Schwelm-Cruz (88), Argentijns autocoureur[49]
- Rudy Van Quaquebeke (59), Belgisch politicus[50]
- Jeffrey Zaslow (53), Amerikaans journalist, schrijver en columnist[51]

### 11 februari
- Adriaan Bontebal (59), Nederlands dichter[52]
- Paul Eeckhout (94), Belgisch conservator[53]
- Trent Frayne (93), Canadees schrijver[54]
- Whitney Houston (48), Amerikaans zangeres[55]

### 12 februari
- David Kelly (82), Iers acteur[56]
- Renz van Luxemburg (62), Nederlands bouwkundige[57]
- Katumba Mwanke (48), Congolees politicus en bestuurder[58]
- Gratia Schimmelpenninck van der Oye (99), Nederlands skiester[59]

### 13 februari
- Russell Arms (92), Amerikaans acteur en zanger[60]
- Lillian Bassman (94), Amerikaans schilder en kunstfotografe[61]
- Frank Braña (77), Spaans acteur[62]
- Jodie Christian (80), Amerikaans jazzmuzikant[63]
- Eamon Deacy (53), Iers voetballer[64]
- Sophie Desmarets (89), Frans actrice[65]
- Mohamed Lamari (72), Algerijns militair leider[66]
- Herman van Bergem (92), Nederlands sportjournalist[67]

### 14 februari
- Jan Beijering (90), Nederlands ondernemer[68]
- Mike Bernardo (42), Zuid-Afrikaans vechtsportkampioen[69]
- Tonmi Lillman (38), Fins drummer[70]
- Dory Previn (86), Amerikaans zangeres en componiste[71]

### 15 februari
- Charles Anthony (82), Amerikaans tenor[72]
- Alan Cottrell (92), Brits metallurgist en fysicus[73]
- Eberhard Horst (88), Duits schrijver[74]
- Zelda Kaplan (95), Amerikaans stijlicoon[75]
- Elyse Knox (94), Amerikaans actrice, model en modeontwerpster[76]
- James Whitaker (71), Brits journalist[77]
- Dick Anthony Williams (77), Amerikaans acteur[78]
- Paul Wuyts (63), Belgische acteur[79]
- Gerrit Ybema (66), Nederlands politicus[80]
- Erich Zielinski (69), Curaçaos schrijver[81]

### 16 februari
- Jean Polak (91), Belgisch architect[82]
- Anil Ramdas (54), Nederlands schrijver, journalist en programmamaker[83]
- Anthony Shadid (43), Amerikaans journalist[84]

### 17 februari
- Nicolaas Govert de Bruijn (93), Nederlands wiskundige en hoogleraar[85]
- Robert Carr (95), Brits politicus[86]
- Michael Davis (68), Amerikaans gitarist[87]
- Ulrich Neisser (83), Duits-Amerikaans psycholoog[88]
- Paul-Emile Van Royen (73), Belgisch acteur[89]
- Rinus Sangers (62), Nederlands politicus[90]

### 18 februari
- Roald Aas (83), Noors schaatser[91]
- Zvezdan Čebinac (72), Joegoslavisch voetballer[92]
- Elizabeth Connell (65), Zuid-Afrikaans operazangeres[93]
- Linda Estrella (89), Filipijns actrice[94]
- Hans Knoop (92), Nederlands militair[95]
- Bertie Messitt (81), Iers atleet[96]
- Gerard van der Weerd (81), Nederlands dirigent[97]

### 19 februari
- Luc Flad (76), Nederlands voetballer[98]
- Stefan Hachul (38), Duits triatleet[99]
- Zuster Leontine (88), Belgisch medicus[100]
- Guy Namurois (51), Belgisch atleet[101]
- Frits Staal (81), Nederlands filosoof[102]
- Jaroslav Velinský (79), Tsjechisch schrijver en muzikant[103]

### 20 februari
- Renato Dulbecco (97), Italiaans viroloog en Nobelprijswinnaar[104]
- Knut Torbjørn Eggen (51), Noors voetballer en voetbaltrainer[105]
- Edgardo Storni (75), Argentijns aartsbisschop[106]
- Piet Verkruijsse (69), Nederlands historisch letterkundige en boekhistoricus[107]

### 21 februari
- Robert Hoozee (62), Belgisch museumdirecteur[108]
- Colin Ireland (57), Brits seriemoordenaar[109]
- Benjamin Romualdez (81), Filipijns politicus, diplomaat en zakenman[110]
- Barney Rosset (89), Amerikaans uitgever[111]

### 22 februari
- Frank Carson (85), Brits komiek[112]
- Marie Colvin (56), Amerikaans journalist[113]
- Urbain De Cuyper (85), Belgisch politicus[114]
- Thabang Lebese (38), Zuid-Afrikaans voetballer[115]
- H.P. Maya (68), Oostenrijks kunstenaar[116]
- Mike Melvoin (74), Amerikaanse pianist, componist en studiomuzikant[117]
- Dmitri Nabokov (77), Amerikaans operazanger en vertaler[118]
- Billy Strange (81), Amerikaans musicus en songwriter[119]
- Michel Vliegen (92), Belgisch politicus[120]

### 23 februari
- Jan van Borssum Buisman (92), Nederlands kunstschilder en verzetsman[121]
- Shaun O'Brien (86), Amerikaans musicalacteur en danser[122]
- Howard Campbell (90), Brits rugbyspeler en oorlogsheld[123]
- Jan Carmiggelt (68), Nederlands journalist en schrijver[124]
- Heinz Falke (81), Nederlands kunstenaar[125]
- William Gay (70), Amerikaans schrijver[126]
- Grigori Kosysj (78), Russisch sportschutter[127]

### 24 februari
- Theodore Mann (87), Amerikaans theatermaker en regisseur[128]
- Pery Ribeiro (74), Braziliaans zanger[129]

### 25 februari
- Maurice André (78), Frans trompettist[130]
- Richard Gedopt (96), Belgisch voetballer[131]
- James "Red" Holloway (84), Amerikaans saxofonist[132]
- Erland Josephson (88), Zweeds acteur, auteur en regisseur[133]
- Oscar McIntyre (17), Australisch motorcoureur[134]
- Louisiana Red (79), Amerikaans bluesmuzikant[135]
- Roman Ragazzi (echte naam Dror Barak) (38), Israëlisch pornoster[136]

### 26 februari
- Durk Beeksma (98), Nederlands schaatser[137]
- Richard Carpenter (78), Brits acteur en scriptschrijver[138]
- Lynn Compton (90), Amerikaans soldaat en jurist[139]
- Sol Schiff (94), Amerikaans tafeltennisser[140]
- Yvonne Verbeeck (98), Belgisch actrice en zangeres[141]

### 27 februari
- Eco Bijker (87), Nederlands hoogleraar kustwaterbouw[142]
- Werner Guballa (67), Duits bisschop[143]
- Armand Penverne (85), Frans voetballer[144]
- Manuel de Solà-Morales Rubio (72), Spaans architect[145]
- Tina Strobos (91), Nederlands verzetsheldin[146]
- JCJ Vanderheyden (83), Nederlands kunstenaar[147]
- Hans van Wiggen (71), Nederlands liedjesschrijver[148]
- Ben Scherbeijn (62), Nederlands kunstenaar[149]
- Guy Vaes (85), Belgisch schrijver[150]

### 28 februari
- Ertjies Bezuidenhout (56), Zuid-Afrikaans wielrenner[151]
- Jaime Graça (70), Portugees voetballer[152]
- Hal Roach (komiek) (84), Iers komiek[153]
- Anders Kulläng (68), Zweeds rallyrijder[154]

### 29 februari
- Fioen Blaisse (80), Nederlands kunstenares[155]
- Davy Jones (66), Brits-Amerikaans acteur en zanger[156]
- Karl Kodat (69), Oostenrijks voetballer[157]
- Sheldon Moldoff (91), Amerikaans striptekenaar[158]
- Horacio Morales (68), Filipijns econoom en politicus[159]
- Jan Rastelli (52), Belgisch bioscoopeigenaar[160]

1900 ·
1901 ·
1902 ·
1903 ·
1904 ·
1905 ·
1906 ·
1907 ·
1908 ·
1909 ·
1910 ·
1911 ·
1912 ·
1913 ·
1914 ·
1915 ·
1916 ·
1917 ·
1918 ·
1919 ·
1920 ·
1921 ·
1922 ·
1923 ·
1924 ·
1925 ·
1926 ·
1927 ·
1928 ·
1929 ·
1930 ·
1931 ·
1932 ·
1933 ·
1934 ·
1935 ·
1936 ·
1937 ·
1938 ·
1939 ·
1940 ·
1941 ·
1942 ·
1943 ·
1944 ·
1945 ·
1946 ·
1947 ·
1948 ·
1949 ·
1950 ·
1951 ·
1952 ·
1953 ·
1954 ·
1955 ·
1956 ·
1957 ·
1958 ·
1959 ·
1960 ·
1961 ·
1962 ·
1963 ·
1964 ·
1965 ·
1966 ·
1967 ·
1968 ·
1969 ·
1970 ·
1971 ·
1972 ·
1973 ·
1974 ·
1975 ·
1976 ·
1977 ·
1978 ·
1979 ·
1980 ·
1981 ·
1982 ·
1983 ·
1984 ·
1985 ·
1986 ·
1987 ·
1988 ·
1989 ·
1990 ·
1991 ·
1992 ·
1993 ·
1994 ·
1995 ·
1996 ·
1997 ·
1998 ·
1999 ·
2000 ·
2001 ·
2002 ·
2003 ·
2004 ·
2005 ·
2006 ·
2007 ·
2008 ·
2009 ·
2010 ·
2011 ·
2012 ·
2013 ·
2014 ·
2015 ·
2016 ·
2017 ·
2018 ·
2019 ·
2020 ·
2021 ·
2022 ·
2023 ·
2024 ·
2025